# Universität Kragujevac

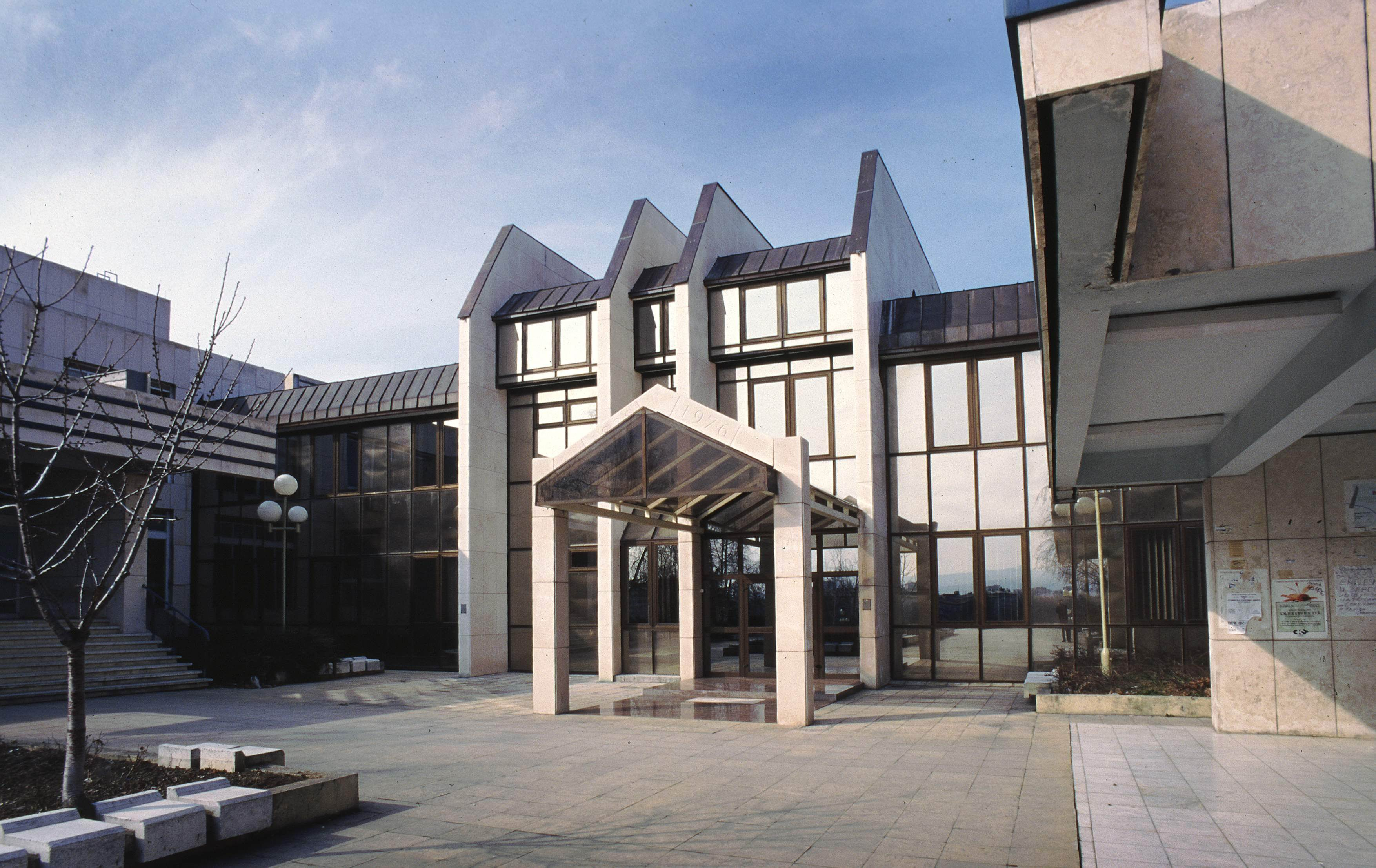
Universität Kragujevac

Die Universität Kragujevac (serbisch Универзитет у Крагујевцу / Univerzitet u Kragujevcu) ist eine serbische Universität in der Stadt Kragujevac. Sie wurde im Jahre 1976 gegründet und ist in elf Fakultäten unterteilt.

## Geschichte
Die Universität Kragujevac wurde am 21. Mai 1976 eröffnet. Dies war das gleiche Datum, an welchem Miloš Obrenović 1838 die erste Hochschule Serbiens errichtete.
Die Universität Kragujevac war notwendig, um ein wissenschaftliches Umfeld für angehende Akademiker in der Region zu fördern und zu unterstützen. Bei der Eröffnung der Universität gab es die fünf Fakultäten Maschinenbau, Wirtschaftswissenschaften, Rechtswissenschaften, Maschinenwesen sowie  Naturwissenschaften und Mathematik.
Heute ist die Universität von Kragujevac ein modernes Bildungs- und Forschungszentrum und umfasst alle wichtige Bereiche der Lehre und Forschung. Derzeit besteht die Universität aus elf Fakultäten. Diese befinden sich in fünf unterschiedlichen Städten der Region Zentral-Serbiens, welche sich auf einer Fläche, auf der über 2,5 Millionen Menschen leben, erstreckt.
14.000 Studenten haben ihr Studium an der Universität abgeschlossen, 300 haben ihr Meisterdiplomstudiengang absolviert und 600 haben promoviert.

## Fakultäten
Die Universität Kragujevac besteht aus elf Fakultäten. Sechs von ihnen befinden sich in Kragujevac, die fünf anderen in vier benachbarten Ortschaften:
- Fakultät für Maschinenwesen – Kragujevac
- Fakultät für Wirtschaftswissenschaften – Kragujevac
- Fakultät für Recht – Kragujevac
- Fakultät für Naturwissenschaften und Mathematik – Kragujevac
- Fakultät für Medizin – Kragujevac
- Fakultät für Philologie und Kunst – Kragujevac
- Fakultät für Agrarwissenschaften – Čačak
- Technische Fakultät – Čačak
- Fakultät für Maschinenwesen – Kraljevo
- Fakultät für Lehrerfortbildung – Jagodina
- Fakultät für Lehrerfortbildung – Užice